# Arytmometr

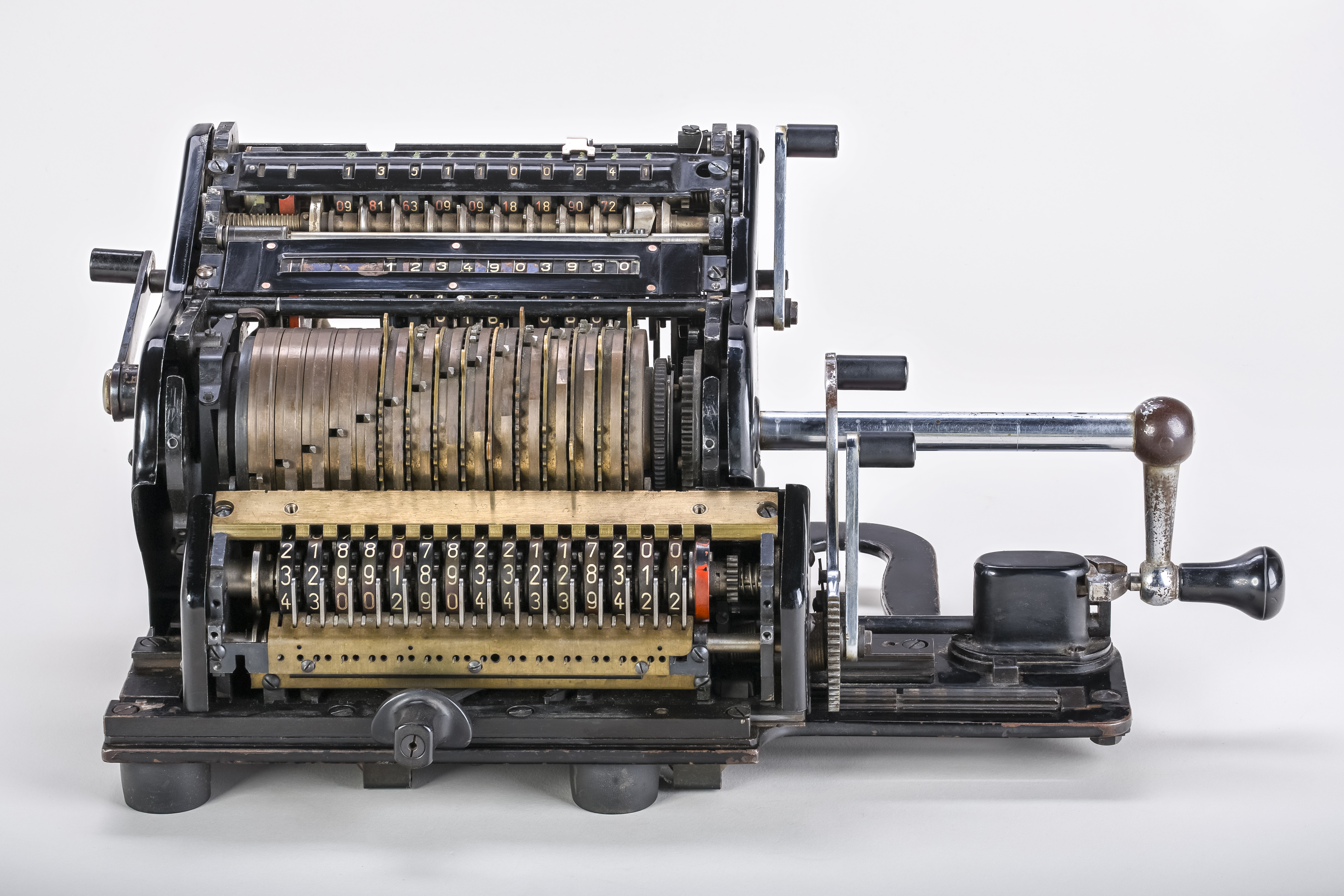
Arytmometr firmy Brunsviga

Arytmometr – mechaniczna lub cyfrowa maszyna licząca, poprzednik kalkulatora. Arytmometr najczęściej wykonywał jedynie dodawanie i odejmowanie, natomiast mnożenie i dzielenie przez liczby naturalne wykonywało się przez wielokrotne dodawanie lub odejmowanie. Napędzany był ręcznie (korbką lub dźwignią) lub elektrycznie. W końcowej fazie rozwoju arytmometry dokonywały już automatycznego pierwiastkowania. Innym kierunkiem rozwoju arytmometrów były maszyny do księgowania i fakturowania, będące połączeniem urządzeń liczących z maszyną do pisania. Był to wynalazek Charles'a Xaviera Thomasa. Przed Ch. X. Thomasem pierwszy arytmometr czterodziałaniowy skonstruował w 1810 r. Abraham Stern z Hrubieszowa, a w 1817 r. przedstawił maszynę, która wykonywała pięć działań łącznie z pierwiastkowaniem. Innym polskim arytmometrem była zaprezentowana w 1845 roku w Warszawie maszyna licząca Staffela, którą zaprojektował i zbudował Izrael Abraham Staffel.

## Współczesne znaczenie
Arytmometr jest także określeniem części składowej (jednostki obliczeniowej) procesora komputera, zwanej także jednostką arytmetyczno-logiczną, która wykonuje operacje arytmetyczne (dodawanie, odejmowanie, dzielenie, mnożenie − najczęściej w systemie binarnym) oraz logiczne na liczbach pobieranych z pamięci operacyjnej. Podstawowymi elementami arytmometru są:
- sumator, który wykonuje operację dodawania oraz pozostałe operacje arytmetyczne przez sprowadzanie ich do dodawań i prostych operacji pomocniczych, takich jak przesunięcie liczby, przekształcenie z systemu zwykłego w system negacji lub uzupełnień;
- rejestry, w których przechowuje się liczby na czas wykonywania operacji oraz wyniki obliczeń;
- układ sterowania, który kieruje pracą sumatora i rejestrów, wymianą danych między rejestrami i innymi elementami procesora.

W komputerach o dużej szybkości obliczeń stosuje się odrębne układy do wykonywania poszczególnych operacji arytmetycznych. W przypadku obliczeń na liczbach zmiennoprzecinkowych, operacje arytmetyczne wykonuje się na drodze programowej, za pomocą makrorozkazów, bądź też arytmometr jest wyposażony w specjalnie do tego celu przeznaczone układy koprocesora.